# Busbanzá (ort)
Busbanzá är en ort i Colombia.   Den ligger i departementet Boyacá, i den centrala delen av landet, 190 km nordost om huvudstaden Bogotá. Busbanzá ligger 2 470 meter över havet och antalet invånare är 164.
Terrängen runt Busbanzá är huvudsakligen kuperad. Busbanzá ligger nere i en dal. Runt Busbanzá är det ganska tätbefolkat, med 111 invånare per kvadratkilometer. Närmaste större samhälle är Sogamoso, 14,0 km söder om Busbanzá. Runt Busbanzá är det i huvudsak tätbebyggt.